# Vodene kozice
Vodene kozice (eng. chickenpox, lat. varicella) – također poznate kao vodene ospice, male boginje, pljuskavice, varičela – su visoko zarazna bolest za ljude koji ju nisu preboljeli, ili protiv nje nisu cijepljeni. Prenosi se zrakom, kihanjem i kašljanjem, a također se može dobiti dodirom, ili udisanjem virusnih čestica koje dolaze iz plika s gnojnim sadržajem. Dovoljan je socijalni kontakt za zarazu. Bolest je uzrokovana varicella zoster virusom (VZV), jednim od osam herpes virusa koji mogu zaraziti ljude (iz porodice lat. Herpesviridae). U dječjoj dobi rijetko može izazvati komplikacije poput encefalitisa ili pneumonije. Prepoznatljive su po stvaranju osipa po tijelu pacijenta. Kako bi znali kada su prošle, kraste vodenih kozica postaju manje i otpadaju.

## Simptomi
Inkubacija traje od 10 do 21 dana. Bolest počinje svrbežom (pruritus) i osipom tj. crvenkastim točkicama (makula) na koži. Obično počinje na vratu, leđima, i licu te se širi na ostale dijelove tijela. Osip ne izbije odjednom, već se javlja na mahove tako da se na koži istodobno vide sve faze, od makule (crvenkaste pjege), papule (mjehurića ispunjenog bistrim sadržajem), vezikule (plika s gnojnim sadržajem) do kraste. Izbijanje osipa obično traje oko 5 dana, najviše 7 – 8 dana. Osip može biti sasvim blag, izbije samo nekoliko eflorescencija, a može biti i tako obilan da prekrije gotovo čitavu kožu. Vezikula se raspukne i pretvori u svjetlosmeđu krastu koja s vremenom potamni i postane tamnosmeđa dok na kraju ne otpadne, obično u roku dva tjedna od početka bolesti.